# Polessk (stacja kolejowa)
Polessk (ros. Полесск) – stacja kolejowa w miejscowości Polessk, w rejonie polesskim, w obwodzie królewieckim, w Rosji. Położona jest na linii Królewiec – Sowieck.

## Historia
Stacja powstała w okresie przynależności tych terenów do Niemiec. Nosiła wówczas nazwę Labiau.